# Carl Koenen
Carl Koenen (* 18. April 1872 in Kuchenheim (heute Euskirchen); † 14. Dezember 1959 in Euskirchen) war Unternehmer in der Textilindustrie.
Er prägte die Euskirchener Tuchindustrie entscheidend mit und war bekannt für seine sozialen Leistungen im Betrieb.

## Leben
Carl Koenen (1872–1959) stieg 1887 mit 15 Jahren in die 1808 von seinem Großvater, Anton Koenen (1783–1854), gegründete und von seinem Vater, Jacob Koenen (1820–1896), weitergeführte Tuchfabrik ein und „arbeitete“ zunächst neben seinem Bruder Albert (1867–1916) in der Unternehmensleitung. Nach dem Tod seines Bruders Albert leitete Carl Koenen 71 Jahre lang die Tuch- und Kleiderfabrik Jacob Koenen GmbH. Sogleich ließ er sechs mechanische Webstühle aufstellen. Für die Modernisierung des Betriebes holte er dann einen Webereifachmann aus dem fortschrittlichen Eupener Land, Hubert Köttgen, d. h. für eine Umorganisierung. Aber auch er verhinderte nicht, dass der Betrieb auf 12 Beschäftigte zurückging.
1907 begann Carl Koenen Fertigkleidung in Heimarbeit herstellen zu lassen. Viele Schneider der umliegenden Dörfer verarbeiteten die „Koenentuche“ zu Hosen. Aber durch den Ersten Weltkrieg wurde diese Entwicklung jäh unterbrochen, jedoch ab 1918 erholte sich das Unternehmen von den Folgen des Krieges. 1925 hatte Carl Koenen eine grundlegende Neuerung in der Produktion, die fabrikmäßige Herstellung von Hosen, aufgenommen, ein Betriebszweig, der von nun an zu einer Spezialität des Unternehmens werden sollte. Die „Koenenhose“ hat sich seither zu einem Artikel von west-europäischer Bedeutung auf dem Textilmarkt entwickelt. Zeitgleich entstand das Koenen-Logo. 1930 arbeiteten wieder 130 Männer und Frauen in den Hallen an der Oberen Burg. 1939 waren 330 Mitarbeiter angestellt. Nun traten Hans (1909–1994), Karl-Heinz (1913–2006) und Ernst Koenen (1911–1981) als Juniorenchefs in die Leitung des Unternehmens ein.
1946 wurde nach Beseitigung der Kriegsschäden bei Koenen die Produktion wieder aufgenommen, und zwei Jahre später war es den Betriebsleitern möglich, mehr als 130 Kräfte einzustellen.
In den 1950er Jahren modernisierte Carl Koenen gemeinsam mit seinen drei Söhnen den Maschinenpark und verlegte die Hosenproduktion in neue große Hallen.
1957 wurde in Mechernich ein Zweigunternehmen eingerichtet. 1958 bestand die Belegschaft aus 1024 Mitarbeitern. 1959 starb der Seniorchef Carl Koenen.

## Ehrungen
Am 20. Dezember 1935 wurde ihm von der Gemeinde Kuchenheim das Ehrenbürgerrecht verliehen, das die Stadt Euskirchen mit der Eingemeindung 1969 übernahm. Im Stadtteil Kuchenheim ist die Straße an der Fabrik nach ihm benannt worden, an der auch das LVR-Industriemuseum „Tuchfabrik Ludwig Müller“ liegt.
Am 19. Januar 1949 verlieh ihm Papst Pius XII. den Orden „Pro Ecclesia et Pontifice“.
1953 wurde er mit dem Verdienstkreuz 1. Klasse (Steckkreuz) der Bundesrepublik Deutschland ausgezeichnet.